# 銀河宇宙線
銀河宇宙線（英語：Galactic cosmic rays; GCR）とは、太陽系外を起源とする高エネルギー荷電粒子のことである。これは一次宇宙線であり、ほとんどが陽子によって構成されている。地球大気中においては、宇宙線による核破砕によって二次宇宙線を発生させる。

## 起源
特に磁気の影響によって、銀河宇宙線の経路は変更されるため、その検出方向からは、発生源を確定できない。高エネルギーの分布のすそにおいて、いくつかの銀河宇宙線は余りに高いエネルギーを持つため、それらを作り出す物理過程は知られていない。銀河宇宙線の観測された一部の同位元素は、それら形成以来の時間間隔に匹敵する半減期を持つので、同位体比はそれらが形成してから経過した時間について何らかの情報を伝えることができる。いくつかのケースでは、電子捕獲に対して不安定な同位元素の銀河宇宙線もあるが、完全に剥き出された状態のため、飛来中に減衰しない。

## 観測
ほとんどの銀河宇宙線は地球大気を突き抜けるほどのエネルギーを持っておらず、地磁気の螺旋軌道半径はそれらを極に導く傾向にあり、この点で、これらの銀河宇宙線は、太陽風を形成する荷電粒子に似ている。それらが大気とぶつかるとき、ミュー粒子のようなエキゾチック粒子を含む二次粒子の大きなシャワー（en:Particle shower）を作ることができ、これらの二次粒子は地球表面で検出することができる。非常に高エネルギーの宇宙線は大気に浸透することができ、それらの螺旋軌道半径は数千キロメートルはあるので、地磁気によって導かれることは事実上ない。

## 放射線障害
銀河宇宙線は有人宇宙船による惑星間旅行計画を阻害する最も重要な障壁の一つである（en:Health threat from cosmic raysを参照）。